# 张元揆
张元揆，安徽桐城人，是一名清朝政治人物。
张元揆曾于1856年接替王寿迈任嘉定县知县一职，1857年由李本荣接任。